# Антиклинала
Антиклинала је наборни облик који у језгру има најстарије слојеве. За наборни облик конвексан навише употребљава се термин антиформа. Антиклинала је обично (сем када набор није преврнут), конвексна навише. Али, за поуздану детерминацију карактера наборног облика, морају се истражити однос релативне старости јединица које га изграђују.
Антиклиноријум представља сложену (километарских размера) антиформну структуру највишег реда, коју изграђују системи набора нижег реда. С обзиром да се формира у тектонски мобилним појасевима, може да буде знатно деформисан каснијим тектонским покретима (раседи, навлаке), магматским интрузијама и другим.